# Casatus (cràter)
|  | No s'ha de confondre amb Cysatus (cràter). |

Casatus és un cràter d'impacte que es troba prop de l'extremitat meridional de la Lluna. La vora nord-nord-est del cràter se superposa a una part del cràter una mica més gran Klaproth. Al llarg de la vora occidental, Casatus A envaeix parcialment el seu interior, produint una vora inclinada cap a l'interior. Al sud-est de Casatus apareix el cràter Newton.

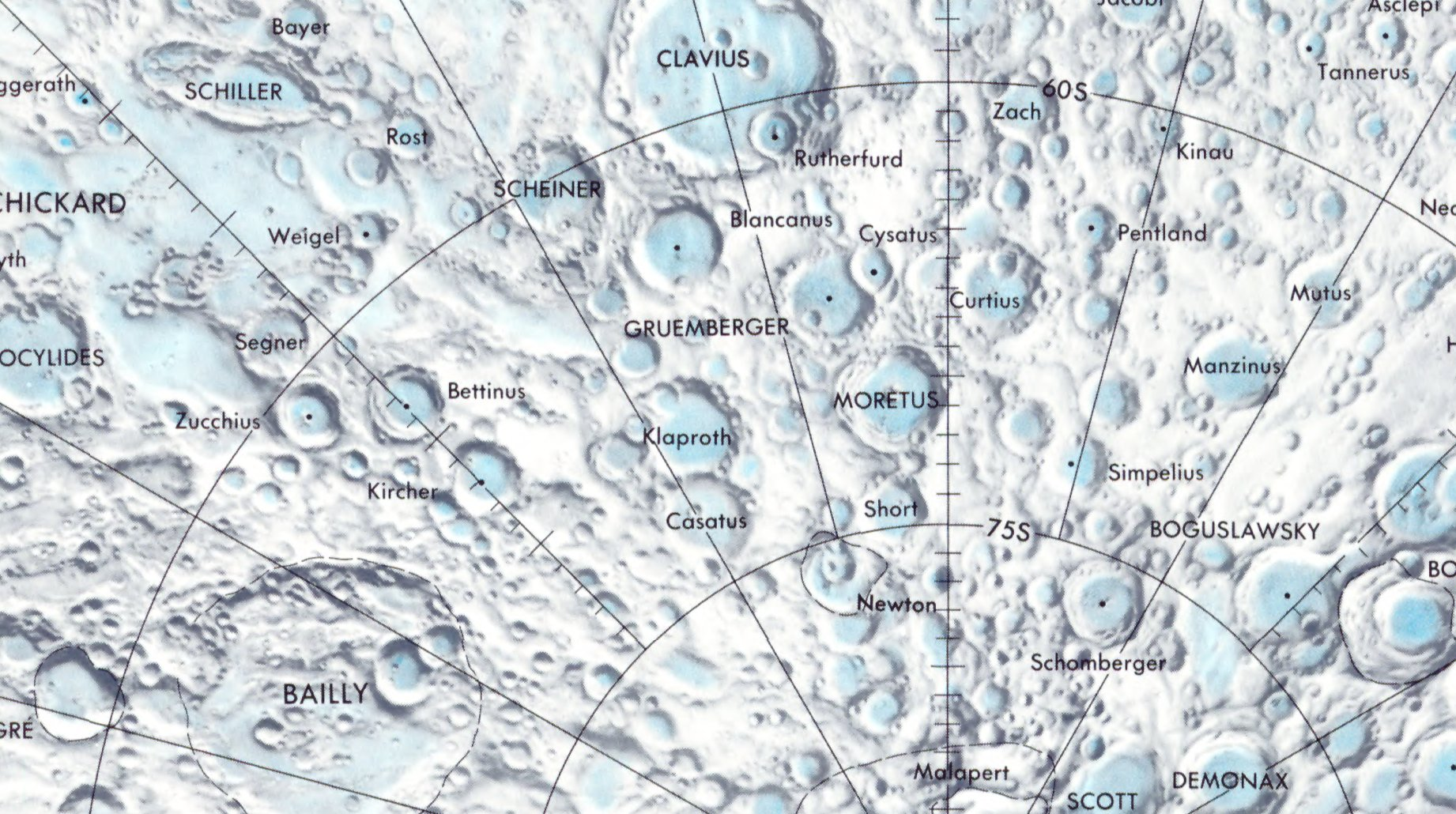
Situació de Casatus al centre esquerra.

La vora exterior de Casatus és molt antiga, presentant-se gastada i amb molts petits impactes al llarg de la vora i la paret interior. El petit cràter satèl·lit Casatus J travessa la vora sud-sud-est. L'altura del brocal és més baixa on aquest cràter se separa de Klaproth, formant una cresta arrodonida.
El sòl interior és una superfície pràcticament anivellat, marcat per diversos palimpsests diminuts que sobresurten per sobre de la superfície i un parell d'esquerdes en la part sud de la planta. Un petit cràter d'impacte amb forma de bol constitueix un tret prominent en la meitat nord de la planta. Manca de formació central en forma de pic.

## Cràters satèl·lit
Per convenció aquests elements són identificats en els mapes lunars posant la lletra en el costat del punt central del cràter que està més prop de Casatus.
|         | \| Casatus \| Coordenades \| Diàmetre \| \| ------- \| ------------------------------------ \| -------- \| \| A \| 73° 00′ S, 38° 54′ O / 73.0°S,38.9°O \| 56 km \| \| C \| 72° 12′ S, 30° 12′ O / 72.2°S,30.2°O \| 17 km \| \| D \| 77° 12′ S, 44° 18′ O / 77.2°S,44.3°O \| 36 km \| \| E \| 79° 06′ S, 53° 12′ O / 79.1°S,53.2°O \| 41 km \| \| H \| 72° 00′ S, 21° 18′ O / 72.0°S,21.3°O \| 35 km \| \| J \| 74° 18′ S, 32° 48′ O / 74.3°S,32.8°O \| 22 km \| \| K \| 75° 00′ S, 41° 24′ O / 75.0°S,41.4°O \| 36 km \| |          |
| Casatus | Coordenades | Diàmetre |
| A       | 73° 00′ S, 38° 54′ O / 73.0°S,38.9°O | 56 km    |
| C       | 72° 12′ S, 30° 12′ O / 72.2°S,30.2°O | 17 km    |
| D       | 77° 12′ S, 44° 18′ O / 77.2°S,44.3°O | 36 km    |
| E       | 79° 06′ S, 53° 12′ O / 79.1°S,53.2°O | 41 km    |
| H       | 72° 00′ S, 21° 18′ O / 72.0°S,21.3°O | 35 km    |
| J       | 74° 18′ S, 32° 48′ O / 74.3°S,32.8°O | 22 km    |
| K       | 75° 00′ S, 41° 24′ O / 75.0°S,41.4°O | 36 km    |